# 오비초 3세 데스테
오비초 3세 데스테 디 페라라 대부(이탈리아어: Obizzo III d'Este, Signore di Ferrara: 1294년 7월 14일 - 1352년 3월 20일)는 1317년부터 사망할 때까지 페라라의 영주다.
그는 알도브란디노 2세와 알다 라뇨니(Alda Rangoni) 사이에서 태어났다.

## 생애
오비초는 그의 형제 리날도, 니콜로, 사촌 폴코 2세(Folco II)와 함께 페라라의 공동 군주였지만, 이는 단독 통치를 하게 되면서 막을 내린다. 그는 모데나(1336년)와 파르마 (1344–1346)를 정복하며 가문의 영지를 늘렸다.
1317년 5월에 오비초는 처음에는 볼로냐의 로메오 데 페폴리(Romeo de' Peppoli)의 딸 자코마(Giacoma, 1341년 사망)와 혼인했지만, 그들 사이에 자녀는 없었다.
1347년 오비초는 라 벨라(la Bella)와 오랜 기간 하녀로도 알려진 리파 아리오스티(Lippa Ariosti)와 재혼했다. 이 혼인은 1347년 11월 27일에 그녀가 사망하면서 조기에 끝나고 말지만, 그들 사이에 태어난 자식들은 적출이 되었다:
- 베아트리체(Beatrice, 1332년 9월 18일 - 1387년) : 1365년에 안할트제르프스트 대공 발데마르 1세와 혼인.
- 알다(Alda, 1333년 7월 18일 - 1381년) : 1356년에 루도비코 2세 곤차가와 혼인.
- 리날도(Rinaldo, 1334년 10월 10일 – 1348년 7월 20일) : 어릴 때 사망.
- 알도브란디노 3세 (1335년 9월 14일 - 1361년 11월 2/3일).
- 알리시아(Alisia, 1337년 3월 18일 - 1402년 8월 12일) : 1349년에 라벤나의 군주 구이도 3세 노벨로 디 폴렌타(Guido III Novello di Polenta)와 혼인.
- 니콜로 2세 (1338년 5월 17일 - 1388년 3월 26일).
- 아초(Azzo, 1340년 3월 14일 - 1349년 9월 18일) : 유아기에 사망.
- 폴코(Folco, 1342년 - 1356년) : 어릴 때 사망.
- 코스탄차(Costanza, 1343년 7월 25일 - 1391년 2월 13일) : 1363년에 리미니의 군주 말라테스타 4세 말라테스타(Malatesta IV Malatesta)와 혼인.
- 우고(Ugo, 1344년 10월 18일 - 1370년 8월 1일) : 1363년에 콘스탄차 말라테스타(Constanza Malatesta)와 혼인했으나 자식은 없었다.
- 알베르토 (1347년 - 1393년 7월 30일).

추가적으로, 오비초는 알려지지 않은 하녀 사이에 사생아 조반니(Giovanni, 1324년 - 1389년)를 두었는데, 이후 적출화 되면서 프리냐노(Frignano)의 총독이 된다.